# Pável Ágoston Múzeum
A Pável Ágoston Múzeum (teljes nevén: Pável Ágoston Helytörténeti és Szlovén Nemzetiségi Múzeum, szlovénül: Muzej slovenske narodnosti in lokalne zgodovine Avgust Pavel) helytörténeti és nemzetiségi múzeum a Vas vármegyei Szentgotthárdon. A múzeum 1983-ban nyílt, névadója Pável Ágoston (1886–1946) magyarországi szlovén író, irodalomtörténész, etnográfus.

## Története
Pável Ágoston a szombathelyi Savaria Múzeum könyvtárának és néprajzi tárának vezetője volt a magyarországi szlovének legnagyobb néprajzi gyűjteményének a megalapozója, és Kossics József (Jožef Košič) után a Rába és Mura közti vidék második hivatásos tudományos kutatója. Csaba József etnográfus - Pável barátja, és követője a néprajzi gyűjtemény bővítésében - már 1971-ben felvetette, hogy Felsőszölnökön hozzanak létre szlovén múzeumot. Szentgotthárd 1983-ban ünnepelte alapításának 800. évfordulóját - egyúttal ekkor kapott városi rangot a település -, mintegy ennek ünneplésére április 29-én nyitották meg Szentgotthárdi Helytörténeti és Nemzetiségi Múzeumot.
A múzeum anyagát négy nagy gyűjtemény tette ki:
- Gáspár Károly iskolaigazgató gyűjteménye, melynek több mint fele kerámia, továbbá a lenfeldolgozás fa eszközei
- A szentgotthárdi Nyugdíjas Klub néprajzi jellegű gyűjteménye
- Fénusz Sándor kádárműhely szerszámai és készítményei
- Az apátistvánfalvi gyűjtemény ("múzeum") maradványai

Ezek képezték a múzeum első kiállításainak anyagát. A gyűjtemény a későbbiekben csak szerény mértékben gyarapodott a tárolókapacitás szűkössége és a szerény anyagi lehetőségek miatt.
A múzeum 1986. június 8-án tartotta névadó ünnepségét, ekkortól hívják Pável Ágoston Múzeumnak.

## Kiállítások
A múzeum állandó kiállítása Szentgotthárd környéki szlovének életmódját, az Őrség és a Kerka-vidék fazekasságát, a Szentgotthárd 19.-20. századi iparát, valamint a Szentgotthárdi csatát bemutató tárlat.